# Fotomuseum Antwerpen

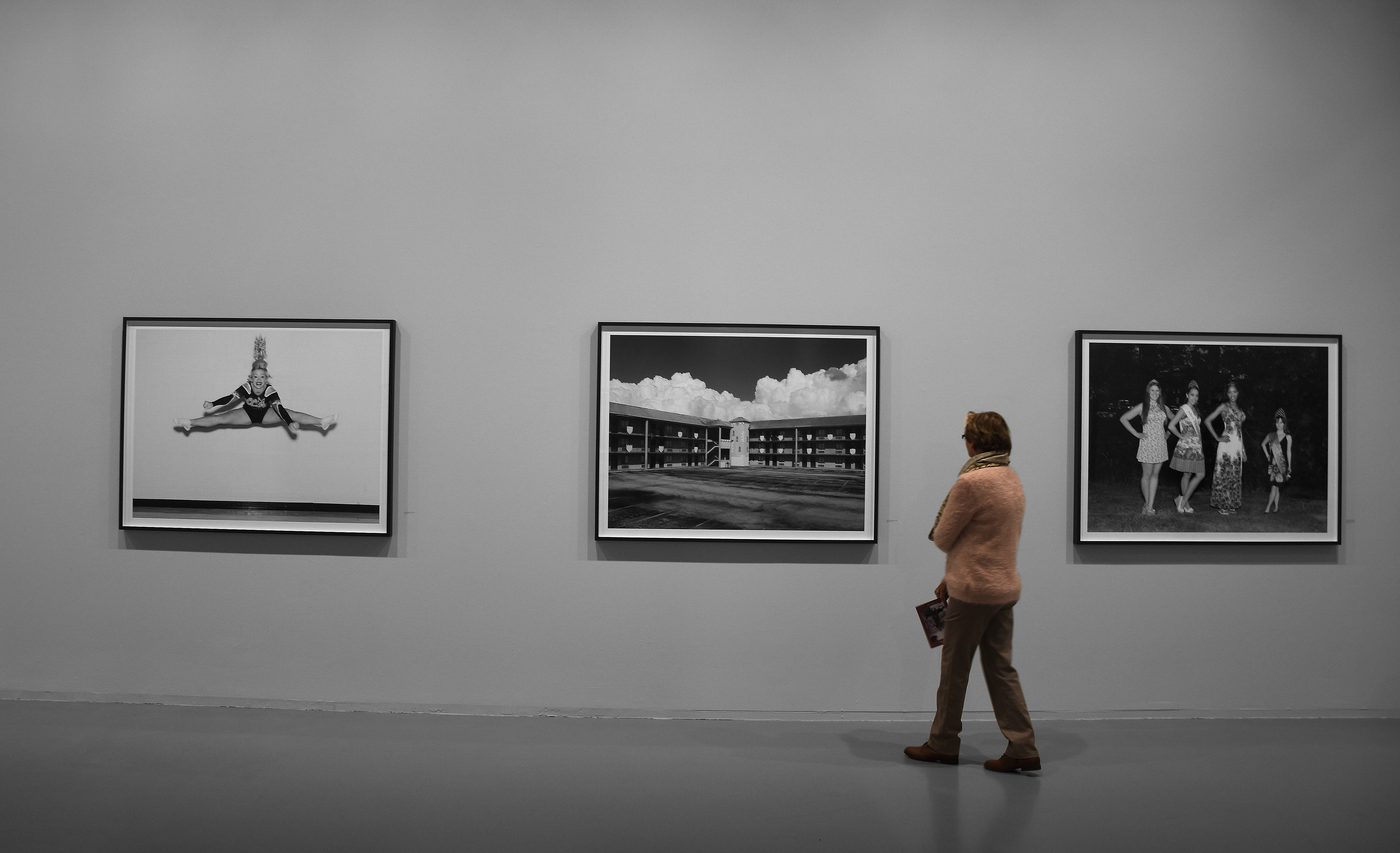
Een van de tentoonstellingsruimten in het museum.

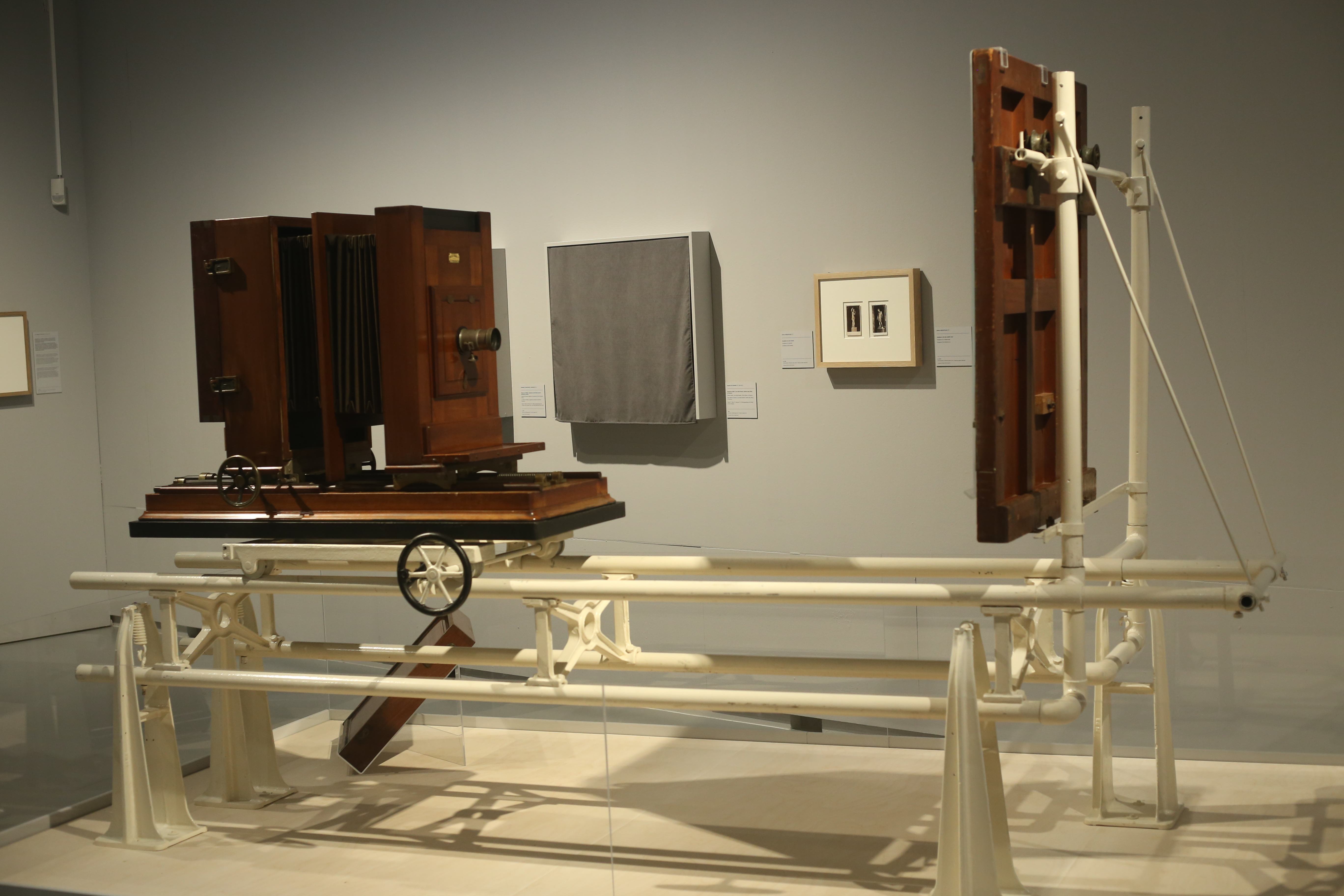
Een monumentale Hunter-Penrose reproductiecamera (1910-1920) uit de collectie van FOMU, tijdens de collectiepresentatie in 2016.

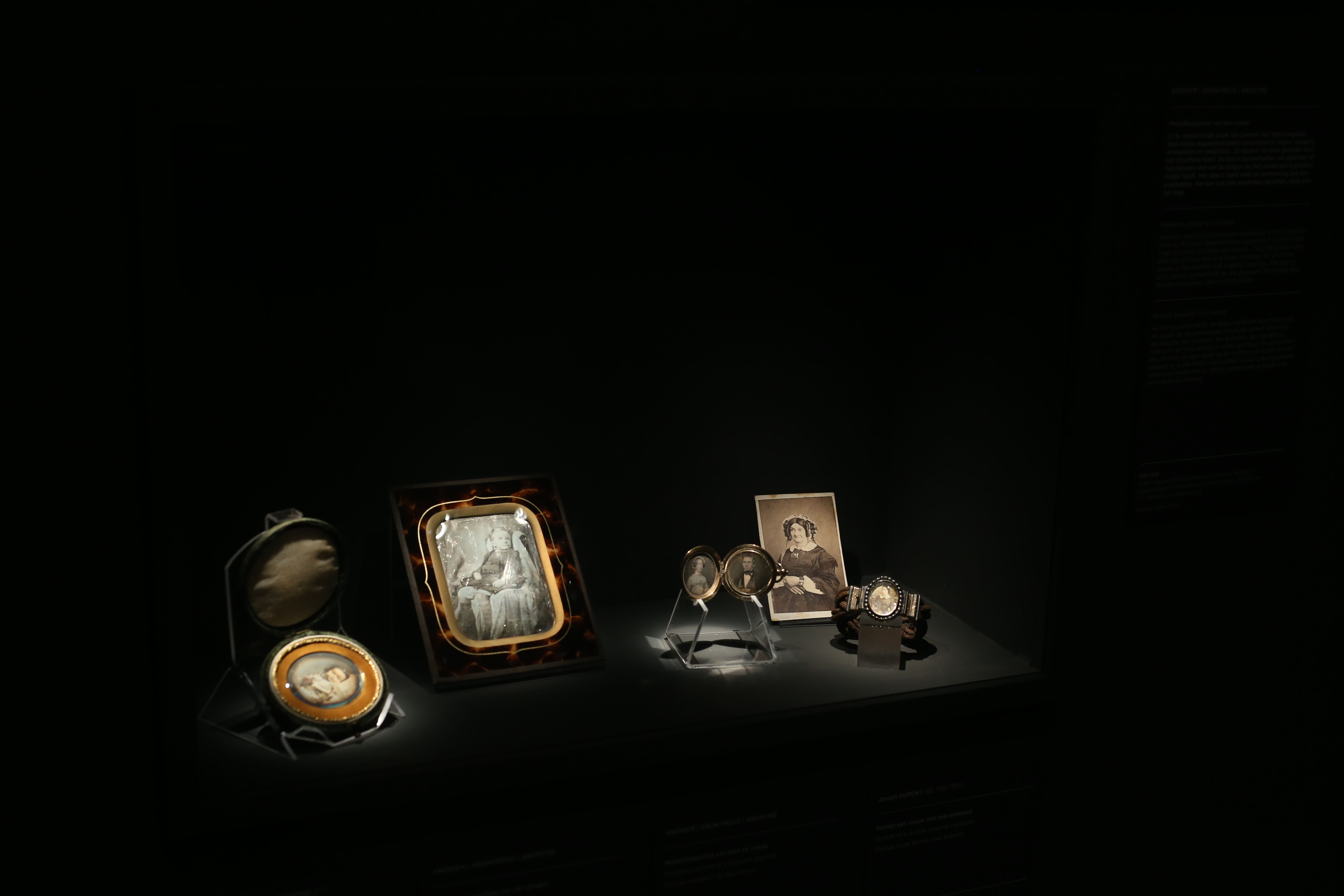
Collectiepresentatie Fotomuseum Antwerpen.

Carte de visite uit de Collectie van FOMU gemaakt door François Deron ter gelegenheid van de verloving van Eduard VII van het Verenigd Koninkrijk met Alexandra van Denemarken, Brussel, 1862.

Het FOMU - Fotomuseum Antwerpen is een Belgisch museum voor fotografie. Het ligt aan de Waalsekaai, tegenover de Waterpoort in de Antwerpse wijk Zuid-Museum. Het museum beheert een collectie van circa 3.000.000 internationale, historische of hedendaagse objecten en beelden. Ze presenteert wisselende tentoonstellingen van zowel actuele als historische fotografie maar ook fotoapparatuur, brengt twee magazines uit genaamd .tiff en Extra en verzorgt een publieksaanbod met rondleidingen en workshops. 

## Cinema Lumière
De filmwerking van Museum van Hedendaagse Kunst Antwerpen (M HKA) werd getoond in de twee cinemazalen van het Fotomuseum, onder de naam Cinema Zuid. In 2019 verhuisde de werking van Cinema Zuid naar De Studio en werd daar verder gezet als De Cinema. De uitbating van de zalen aan het Fotomuseum werd overgenomen door de groep Lumière en de zalen Cinema Lumière boden vanaf die overgang een bredere programmatie. Daarnaast is er ook museumcafé FOMU, een museumshop en een vakspecifieke bibliotheek.

## Geschiedenis
De basis voor het Fotomuseum werd in 1965 gelegd met de tentoonstelling '125 jaar Fotografie', georganiseerd door het toenmalige Provinciaal Museum voor Kunstambachten Sterckshof in Deurne in samenwerking met de firma Agfa-Gevaert. Na deze tentoonstelling besloot het museum een afdeling Foto & Film te voorzien, waarin de bruiklenen van Agfa-Gevaert centraal stonden. Zowel het technische als creatieve aspect van fotografie paste binnen de structuur van het Museum voor Kunstambachten. Het is het werkcomité van de tentoonstelling, waaronder Karel Sano en Dr. Laurent Roosens, dat bleef ijveren voor een volwaardig museum voor fotografie. Door een groeiende collectie, onder leiding van historicus Roger Coenen en later bijgestaan door kunsthistoricus Pool Andries, werd de noodzaak van een eigen onderkomen dwingender. In 1984 werden de plannen voor een verhuis naar pakhuis 'Vlaanderen' goedgekeurd. Deze plannen werden uiteindelijk in 1986 gerealiseerd, waarop het Fotomuseum als zelfstandig provinciaal museum de deuren opende. Het museum kreeg landelijke erkenning in 2009. In 2015 werd het 50-jarig bestaan gevierd, met o.a. de overzichtstentoonstelling 'Photography Inc.' Na 53 jaar onder de structuur van de provincie Antwerpen te vallen ging het museum op 1 januari 2018 over naar een verzelfstandigde structuur onder De Museumstichting. Eind 2019 werden de toenmalige cinemazalen van Cinema Zuid ingepalmd door Cinema Lumière, waar zowel hedendaagse als klassieke en thematische films getoond worden, die eventueel kunnen aansluiten bij een tentoonstelling in het museum.

## Gebouwen
Het pakhuis 'Vlaanderen' vormt sinds 1986 het onderkomen voor het Fotomuseum en werd in 1911 ontworpen door architect Frans Van Dijck. Het gebouw is opgetrokken in gewapend beton volgens het Hennebique-systeem en is daardoor een van de oudste pakhuizen die volgens dit principe gebouwd werden. Eveneens betreft het een vroeg voorbeeld van een gebouw waarbij de buitenmuren geen dragende functie hebben, de bakstenen gevel is namelijk puur ter decoratie geplaatst. Door het dempen van de zuiderdokken, gefinaliseerd in 1969, werd het gebouw onbruikbaar als pakhuis. Vanaf de ingebruikname in 1986 vereiste het gebouw weinig aanpassingen om te voldoen als museum. Het onderging pas tussen 2001-2003 uitvoerige verbouwingen en kreeg een uitbreiding naar ontwerp van architect Georges Baines. Hij ging hiervoor een samenwerking aan met Patrick De Sterck, waarna het museum in 2004 als nieuw heropende.
Een volgende uitbreiding kwam er in 2016 met de Lieven Gevaert-toren, vernoemd naar een van de belangrijkste Belgische industriëlen op vlak van fotografie. Door de groeiende collectie zag men zich genoodzaakt bijkomende depotruimte te voorzien, waarna het aanpalende pand in de Verviersstraat werd afgebroken en een geheel nieuw gebouw werd opgetrokken. Deze toren werd ingericht als klimaatneutraal depot en was daarmee de eerste in zijn soort binnen Europa. Bij de constructie ervan werd gefocust op duurzame materialen en goede isolatie. Begin 2023 werd de inkomhall van het museum en de cinema vernieuwd en heringericht.

## Collectie
Het archief van de publicatiedienst van Agfa-Gevaert werd na de tentoonstelling '125 jaar Fotografie' overgedragen aan provincie Antwerpen, samen met de bruiklenen van deze tentoonstelling. Dit vormde de kern van de collectie van de afdeling Foto & Film binnen het museum Sterckshof. De collectie valt intussen (cf. 2018) op te delen in vier grote luiken: de beeldkerncollectie (75.923), fondsen (2.774.987), apparatuur (23.000) en de bibliotheek (43.000).
Het FOMU beheert verschillende omvangrijke fondsen en archieven van Belgische fotografen, zoals Herman Selleslags en zijn vader Rik Selleslags, Antoon Dries, Paule Pia, Patrick De Spiegelaere, Filip Tas, Frank Philippi, Gerald Dauphin, Suzy Embo, Willy Boeckstijns, Willy De Roos, de Union Coloniale Belge, Frans Van de Poel, Rob Reusens, de Mission Dhuicque, Le Lynx, Pater Longinus De Munter, Bert Bracke, Gilbert D’Haen, Willy Kessels en het fonds Turfkruyer.
De collectie apparatuur bestaat voornamelijk uit een groot deel van de cameracollectie van Michel & Michèle Auer, in totaal 8.000 stuks, die in 1973 werden aangeschaft door de provincie Antwerpen. In 2005 kreeg de collectie nog een uitbreiding door de langdurige bruikleen van Agfa Foto-Historama.
De collectie van Agfaproducten, intussen zo'n 15.000 stuks, werd onder deze naam voor het eerst in 1974 getoond te Leverkusen. Anno 1985 verhuisde de collectie naar het Museum Ludwig in Keulen, om vervolgens in 2005 te eindigen bij FOMU. De deelcollectie Beeld van Agfa Foto-Historama verblijft nog steeds in het Museum Ludwig.

## Bibliotheek
De vakspecifieke collectie van de museumbibliotheek omvat zo’n 43.000 boeken, tijdschriften, en archieven verdeeld in drie deelcollecties: studiecollectie, museumcollectie en kostbare werken. Je kan er zowel historische publicaties over het begin van de fotografie vinden, als uitgaves rond de recentste ontwikkelingen. Op 10 juli 2018 heropende de bibliotheek na een jaar van verbouwingen met als doel een grotere zichtbaarheid en betere bereikbaarheid binnen het museum te verkrijgen.

## Publicaties (selectie)

### Magazines
FOMU publiceert twee magazines in eigen beheer, beiden met een andere grondslag. Het jaarlijks verschijnende .tiff heeft als doelstelling jonge Belgische fotografen in de kijker te plaatsen. Extra - fotografie in context is een Nederlandstalig thematisch tijdschrift dat halfjaarlijks verschijnt. Hiermee willen ze dieper ingaan op de actualiteit binnen de fotografie.

### Monografieën en naslagwerken
- Andries, P., Jozef Emiel Borrenbergen : fotograaf 1884-1966, Antwerpen: Museum voor Fotografie, 1984.
- Coenen, R. en Verkoren L., Camera's uit België en Nederland: 19de eeuwse en 20ste eeuw, Antwerpen: Museum voor Fotografie, 1991.
- Joseph, S. F., Schwilden, T. en Claes, M.-C.,Directory of Photographers in Belgium 1839-1905, Antwerpen: Museum voor Fotografie, 1997. ISBN 9061748372
- Piryns, P., Herman Selleslags : archief 07, Antwerpen: Fotomuseum Provincie Antwerpen, 2007.
- Bostyn, B., Camera Exotica 1850-1960, Antwerpen: FOMU, 2013. ISBN 9789066251564
- Naudts, J. en Campany D., The Still Point of the Turning World: between film and photography, Heidelberg: Kehrer; Antwerpen: FoMu, 2017. ISBN 9783868288247
- Kooiker, P., Eggs and rarities, Gent: APE; Antwerpen: FOMU, 2018. ISBN 9789490800918

### Collectieboeken
- Andries, P., Brassaï: foto's uit de museumverzameling, Antwerpen: Museum voor Fotografie, 1987.
- Andries, P., Het archief van de verbeelding : FotoMuseum Provincie Antwerpen, Antwerpen: Mercatorfonds, 2002. ISBN 9061535220
- Berghmans, T. en Andries, P., The eye of the photographer : hoogtepunten uit de FoMu collectie, Tielt: Lannoo, 2012. ISBN 9789401405041
- Berghmans, T., Photography inc : van luxeproduct tot massamedium, Antwerpen: FOMU, 2015. ISBN 9789401430005

## Tentoonstellingen (selectie)
Het museum presenteert een aantal tijdelijke tentoonstellingen per jaar. Tussen 1986 en 2018 werden in totaal 106 solo expo's gehouden. 86,7 percent van deze tentoonstellingen draaide rond fotografen van het mannelijke geslacht. Tina Modotti was in 1991 de eerste vrouwelijke fotografe die werd tentoongesteld. Enkel in 1997 werden meer vrouwen dan mannen tentoongesteld. In 2018 werd voor het eerst een non-binaire artiest tentoongesteld. Zanele Muholi trad aan in de groepstentoonstelling Claude, Samuel, Zanele. samen met Samuel Fosso en Claude Cahun.
- 00.00.65 - 00.00.65 - 125 Jaar Fotografie
- 23.10.86 - 07.12.86 - Lee Friedlander - Retrospectieve
- 21.12.89 - 04.02.90 - Duane Michals - Retrospectieve
- 22.02.90 - 01.04.90 - William Henry Fox Talbot - Die aufgehobene Zeit
- 16.05.91 - 16.09.91 - Tina Modotti
- 21.11.97 - 15.02.98 - Sally Mann - Still Time
- 18.06.04 - 10.10.04 - William Klein. Fotografie & Film
- 01.20.06 - 28.05.06 - Roger Ballen: Shadow Chamber, Foto's 1994-2004
- 28.09.07 - 02.10.08 - Stephan Vanfleteren - Belgicum
- 22.01.10 - 16.05.10 - Carl De Keyzer – Congo (belge)
- 15.10.11 - 29.01.12 - Peter Lindbergh
- 19.10.12 - 27.01.13 - Weegee: Murder Is My Business
- 25.10.13 - 02.03.14 - Germaine Van Parys & Odette Dereze
- 21.03.14 - 08.06.14 - Ed van der Elsken - Een liefdesgeschiedenis in Saint Germain des Prés
- 27.06.14 - 01.02.15 - Shooting Range - Fotografie in de vuurlinie?
- 23.10.15 - 14.02.16 - August Sander - Meesterwerken en ontdekkingen
- 04.03.16 - 05.06.16 - Boris Mikhailov - Ukraine
- 28.10.16 - 29.01.17 - Saul Leiter - Retrospectieve
- 27.10.17 - 18.02.18 - Ai Weiwei - Mirror
- 09.03.18 - 10.06.18 - Harry Gruyaert - Retrospectieve
- 29.06.18 - 07.10.18 - Paul Kooiker - Untitled (nude)
- 26.10.18 - 10.02.19 - Claude Cahun, Samuel Fosso, Zanele Muholi - Claude Samuel Zanele

## Projecten
Daguerreobase - Collectieve catalogus voor daguerreotypieën
Van 2012 tot 2015 coördineerde FOMU het project 'Daguerreobase' als onderdeel van Europeana. Hiervoor werden ca. 17.000 beelden met bijhorende metadata gebundeld in een database.
Directory of Belgian Photographers
FOMU ontwikkelde een database voor Belgische fotografen of fotografen werkzaam in België tussen 1839 en 1905 gebaseerd op de publicatie Directory of Photographers in Belgium 1839-1905, door Steven F. Joseph, Tristan Schwilden en Marie-Christine Claes, uitgegeven door het Fotomuseum Antwerpen in 1997. De database telt inmiddels meer dan 5900 items en krijgt regelmatig een update, waardoor de database werd uitgebreid tot het jaar 1914.
Pilootproject Waarderen
Een project in samenwerking met PACKED vzw en KADOC-KU Leuven om de waarderingsproblematiek van grote verzamelingen diapositieven en negatieven te onderzoeken.

## Organisatie
FOMU maakt deel uit van De Museumstichting, net als MoMu Modemuseum Antwerpen en DIVA. De voorzitter van De Museumstichting is Luk Lemmens, algemeen directeur Walter Rycquart. Huidig directeur van FOMU is Elviera Velghe.